# 袁希濂

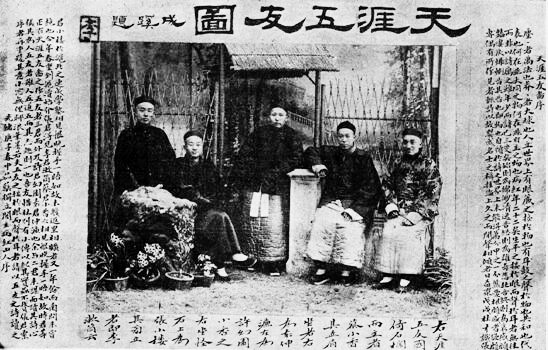
天涯五友图（左起：李叔同、张小、蔡小香、袁希濂、许幻园）

袁希濂（19世纪?—1950年），字仲濂，中华民国大陆时期政治人物、律师、海派书画家。生于江苏省宝山县（今上海市境），祖籍浙江宁波。

## 生平
袁希濂祖籍浙江宁波鄞县，是宋朝望族西门袁氏之后，与兄袁希洛、袁希涛合称“三袁”。早年求学于上海龙门书院。1904年东渡日本留学，就读于东京法政大学。1911年辛亥革命后返国，任天津法官。1920年，调任武昌。1926年，任丹阳县长。1927年，國民革命軍北伐后继代理丹阳县长，后辞职回上海。后致力于佛学与书画，发起成立上海书画公会。

## 佛学
袁希濂与弘一法师（李叔同）唱和、亦师亦友。李规劝其皈依佛门，袁始信佛。袁任丹阳县长时，得《安士全书》，如获至宝，并在官署设佛堂，每日诵经。1926年3月，丹阳城大火，袁亦念经祈祷消灾。辞职后，袁回上海，求师于印光大师。日占上海时，袁寄居上海常德路佛教净业社，亦是每日念经吃斋。1950年春得风疾，後逝世。